# Semen Padang
Semen Padang Football Club ist ein Fußballverein aus Padang. Aktuell spielt der Verein in der zweithöchsten Liga des Landes, der Liga 2.

## Erfolge

### National
- Indonesischer Zweitligavizemeister: 2018, 2023/24

- 2011/2012 – Indonesia Premier League – Meister
- 2012 – Piala Indonesia – 2. Platz
- 2013 – Indonesian Community Shield – Sieger
- 1982 – Divisi Satu Galatama – Sieger
- 1992 – Piala Galatama – Sieger
- 1988, 1989, 1990 – Piala Walikota Padang – Sieger
- 2014 – ISL U-21 – Sieger
- 2011 – ISL U-21 – 2. Platz
- 2015 – Piala Jenderal Sudirman – 2. Platz
- 2017 – Piala Presiden – 4. Platz

### International
- 1993/1994 – Asian Cup Winners’ Cup – Viertelfinale
- 2013 – AFC Cup – Viertelfinale
- 1999 – Bangabandu Cup (Bangladesch) – Sieger

## Stadion
Seine Heimspiele trägt der Verein im Haji Agus Salim Stadium in Padang aus. Das Stadion hat ein Fassungsvermögen von 20.000 Zuschauern. Eigentümer der Sportstätte ist das Padang Government. Betrieben wird das Stadion durch das Padang Sports Government.
Koordinaten: 0° 45′ 46″ N, 100° 21′ 30″ O

## Trainer
| Name             | Zeit bei Semen Padang | Zeit bei Semen Padang |
| Name             | von                   | bis                   |
| ---------------- | --------------------- | --------------------- |
| Jafri Sastra     | 1. Januar 2012        | 26. Januar 2015       |
| Nil Maizar       | 25. Januar 2016       | 4. Oktober 2017       |
| Syafrianto Rusli | 19. Oktober 2017      | 8. Juli 2019          |
| Welliansyah      | 8. Juli 2019          | 12. September 2019    |
| Eduardo Almeida  | 12. September 2019    | heute                 |